# A nagy háború írásban és képben
A nagy háború írásban és képben egy 20. század első felében megjelent nagy terjedelmű történelmi mű volt.
A Lándor Tivadar szerkesztésében 1915 és 1926 között az Athenaeum Irodalmi és Nyomdai Rt. jóvoltából megjelent, összességében mintegy 3100 oldal terjedelmű, 7 kötetes, díszes borítójú, nagy képanyaggal rendelkező mű egy alapos történelmi szintézis az első világháborúról. Elektronikusan a Arcanum honlapján elérhető. Reprint kiadása nincs. Az egyes kötetek a következők:
| Kötetszám | Kötetcím                                                | Kiadási év |
| --------- | ------------------------------------------------------- | ---------- |
| I.        | A nagy háború írásban és képben 1. Északon és délen 1.  | 1915       |
| II.       | A nagy háború írásban és képben 1. Északon és délen 2.  | 1916       |
| III.      | A nagy háború írásban és képben 1. Északon és délen 3.  | 1917       |
| IV.       | A nagy háború írásban és képben 1. Északon és délen 4.  | ?          |
| V.        | A nagy háború írásban és képben 2. A nyugati harctér 1. | 1915       |
| VI.       | A nagy háború írásban és képben 2. A nyugati harctér 2. | ?          |
| VII.      | A nagy háború írásban kés képben. 3. Az olasz háború    | ?          |